# A la salida nos vemos
 A la salida nos vemos es una película dramática colombiana de 1986 dirigida por Carlos Palau. La película es un drama adolescente basado en un internado católico de Valle del Cauca en los años 1960.

## Argumento
Un grupo de jóvenes de un internado católico pasan el tiempo tratando de adaptarse a las exigencias del sacerdote a cargo de la escuela mientras descubren la vida a través de aventuras. Representa los comienzos románticos y sexuales del grupo de adolescentes y sus problemas.

## Reparto
| Actor                            | Personaje       |
| -------------------------------- | --------------- |
| Alejandro Madriñan               | Miguel          |
| Abril Mendez                     | Angela          |
| Santiago Madriñan                |                 |
| John Klonis Johnny Price El Mono |                 |
| Irene Arcila                     |                 |
| Alvaro Ruiz                      | Padre de Miguel |
| Carlos Julio Ramírez             |                 |

## Premios
A la salida nos vemos fue premiada el 19 de junio de 1986 en la 26.ª edición del Festival Internacional de Cine de Cartagena de Indias, donde ganó el premio India Catalina como Mejor Película. La película tuvo una amplia difusión el 18 de noviembre de 1987.

### Citas
1. 1 2  Fundación Patrimonio Fílmico Colombiano, Largometrajes Colombianos En Cine y Video: 1915-2004 p. 135